# NECTIN3
Нектин-3 (PVRL3; CD113) — мембранный белок, молекула клеточной адгезии, участвующая в образовании межклеточных адгезивных контактов. Входит в суперсемейство иммуноглобулинов, продукт гена человека NECTIN3.

## Структура
Нектин-3 состоит из 549 аминокислот, молекулярная масса белковой части 61 002 Да. Альтернативный сплайсинг приводит к образованию 3 изоформ белка.

## Функции
Нектин-3 играет роль в межклеточной адгезии, участвуя в гетерофольных взаимодействиях с нектиноподобными белками или с другими нектинами, включая межклеточное взаимодействие с нектином-2 в контактах между клеткой Сертоли и сперматогонием. Гетерофильное транс-взаимодействие нектина-3 с CD155 индуцирует активацию CDC42 и Rho ГТФазы Rac, опосредованную сигнальными молекулами, такими как SRC и Rap1.
Белок участвует в формировании межклеточных контактов, включая адгезивные контакты и химические синапсы. Индуцирует снижение активного CD155 за счёт эндоцитоза последнего с клеточной поверхности, что приводит к замедлению клеточной подвижности и пролиферации. Играет роль в морфологии цилиарного тела в сосудистой оболочке глаза.

## Взаимодействия
Нектин-3 взаимодействует с MLLT4, PARD3 и PTPRM.